# Agen
Agen er hovedby i det franske departement Lot-et-Garonne. Byen ligger ved floden Garonne, og kanalen Canal de Garonne løber igennem byen. Indbyggerne kaldes agenais(es) eller agenois(es).